# Fórmula de Stirling

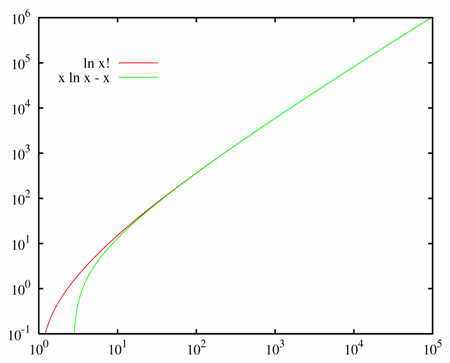
La diferencia relativa entre (ln x!) y (x ln x - x) tiende a cero al crecer x.

En matemáticas, la fórmula de Stirling es una aproximación para factoriales grandes. Lleva el nombre en honor al matemático escocés del siglo XVIII James Stirling.
La aproximación se expresa como 
{\displaystyle \ln n!\approx n\ln n-n\,}
para n suficientemente grande, donde ln es el logaritmo natural.

## Formulación rigurosa
La fórmula de Stirling está dada por:
{\displaystyle \lim _{n\rightarrow \infty }{n! \over {\sqrt {2\pi n}}\;\left({\frac {n}{e}}\right)^{n}}=1}
que se reescribe frecuentemente como:
{\displaystyle n!\approx {\sqrt {2\pi n}}\;\left({\frac {n}{e}}\right)^{n}}
más exactamente la fórmula es como sigue:
{\displaystyle n!={\sqrt {2\pi n}}\;\left({\frac {n}{e}}\right)^{n}{e}^{{1 \over 12n}-{1 \over 360n^{3}}+{1 \over 1260n^{5}}-{1 \over 1680n^{7}}+\cdots }}
donde el último término del producto(la exponencial) tiende a 1 cuando n tiende a infinito.
La lista de los numeradores es: 1, -1, 1, -1, 1, -691, 1, -3617, 43867, -174611, ...
La lista de los denominadores es: 12, 360, 1260, 1680, 1188, 360360, 156, 122400, 244188, 125400, ...
Desarrollando este último término también se puede reescribir la fórmula como:
{\displaystyle n!={\sqrt {2\pi n}}\;\left({\frac {n}{e}}\right)^{n}\left(1+{1 \over 12n}+{1 \over 288n^{2}}-{139 \over 51840n^{3}}-{571 \over 2488320n^{4}}+\cdots \right).}
Una acotación de la fórmula es:
{\displaystyle {\sqrt {2\pi n}}\;\left({\frac {n}{e}}\right)^{n}{e}^{\frac {1}{12n+1}}<n!<{\sqrt {2\pi n}}\;\left({\frac {n}{e}}\right)^{n}{e}^{\frac {1}{12n}}}
Por ejemplo:
{\displaystyle 29!=8841761993739701954543616000000}
{\displaystyle {e}^{\frac {1}{12\;29+1}}=1,002869438...}
{\displaystyle {e}^{\frac {1}{12\;29}}=1,002877696...}
{\displaystyle 29!={\sqrt {2\pi 29}}\;\left({\frac {29}{e}}\right)^{29}1,002877577...}

## Usos
La fórmula resulta útil en diversas áreas como la mecánica estadística, donde aparecen ecuaciones que contienen factoriales del número de partículas. Puesto que los sistemas macroscópicos típicos tienen del orden del número de Avogadro ({\displaystyle N_{A}\approx 6\times 10^{23}}) de partículas, la fórmula de Stirling resulta, en la práctica, exacta. Además la fórmula de Stirling es diferenciable, lo que permite el cálculo muy aproximado de máximos y mínimos en expresiones con factoriales.